# Frederica de Meclemburgo-Strelitz
Frederica Luísa Carolina Sofia Carlota Alexandrina de Meclemburgo-Strelitz (Hanôver, 3 de março de 1778 — Hanôver, 29 de junho de 1841) foi duquesa de Cumberland e depois rainha de Hanôver como consorte de Ernesto Augusto I de Hanôver.
Nasceu no Palácio de Alten em Hanôver, sendo a quinta filha de Carlos II, Grão-Duque de Meclemburgo-Strelitz e da sua primeira esposa, Frederica de Hesse-Darmstadt, filha de Jorge Guilherme de Hesse-Darmstadt. Desde o seu nascimento até o primeiro casamento, o seu título foi "Sua Alteza Sereníssima", a duquesa Frederica de Meclemburgo, princesa de Meclemburgo-Strelitz.
O seu pai assumiu o título de grão-duque de Meclemburgo-Strelitz no dia 18 de junho de 1815. A duquesa Frederica era sobrinha da sua futura sogra, a rainha Carlota, uma vez que o seu último marido era seu primo directo.

## Primeiros anos
A mãe de Frederica morreu no dia 22 de maio de 1782, após ter dado à luz o seu décimo filho. Dois anos depois, no dia 28 de setembro de 1784, o seu pai voltou a casar-se, desta vez com a irmã mais nova da sua falecida esposa, Carlota de Hesse-Darmstadt, mas esta união acabou apenas um ano depois quando Carlota morreu devido a complicações resultantes do parto no dia 12 de dezembro de 1785. Carlos, viúvo por duas vezes, achou que não iria conseguir dar a educação que as suas filhas precisavam, por isso enviou Frederica, juntamente com as suas irmãs mais velhas Carlota, Teresa e Luísa para a casa da sua avó materna, a princesa Maria Luísa Albertina de Leiningen-Dagsburg-Falkenburg, princesa-viúva de Hesse-Darmstadt. A princesa escolheu uma governanta suíça para as netas, Salomé de Gélieu, que provou ser uma boa escolha. Algum tempo depois o duque Carlos também enviou os seus dois filhos, o príncipe-herdeiro Jorge e Carlos para serem criados pela avó.

## Primeiro casamento
No dia 14 de março de 1793, em Frankfurt am Main, a princesa de Meclemburgo-Strelitz conheceu "por acaso" o rei Frederico Guilherme II da Prússia no teatro e este ficou imediatamente encantado pela graciosidade e charme de Frederica e da sua irmã Luísa.
Algumas semanas depois, o pai das duas começou as negociações de casamento com o rei prussiano: Luísa iria casar-se com o príncipe-herdeiro Frederico Guilherme e Frederica seguiria o mesmo caminho ao casar-se com o irmão mais velho dele, o príncipe Frederico Luís Carlos, chamado de Luís Carlos.
O noivado duplo foi celebrado em Darmstadt no dia 24 de abril do mesmo ano. No dia 24 de dezembro, Luísa casou-se com o príncipe-herdeiro e dois dias depois, no dia 26, celebrou-se a cerimónia de Frederica e Luís Carlos. O casamento produziu três filhos:
- Frederico da Prússia (1794–1863)
- Carlos da Prússia (1795–1798)
- Frederica Guilhermina da Prússia (1796–1850)

Em 1795, o rei Frederico Guilherme II nomeou Luís Carlos chefe do regimento dos dragões número 1 que estava em Schwedt. No dia 23 de dezembro de 1796 Luís morreu de difteria. Frederica e os três filhos mudaram-se para o Palácio de Schönhausen perto de Berlim.
Em 1797, Frederica e o primo Adolfo, Duque de Cambridge, sétimo filho do rei Jorge III do Reino Unido e da princesa Carlota de Meclemburgo-Strelitz (tia de Frederica) ficaram noivos de forma não-oficial. O duque pediu autorização ao pai para se casar com ela, mas o rei, pressionado pela sua esposa, recusou.

## Segundo casamento

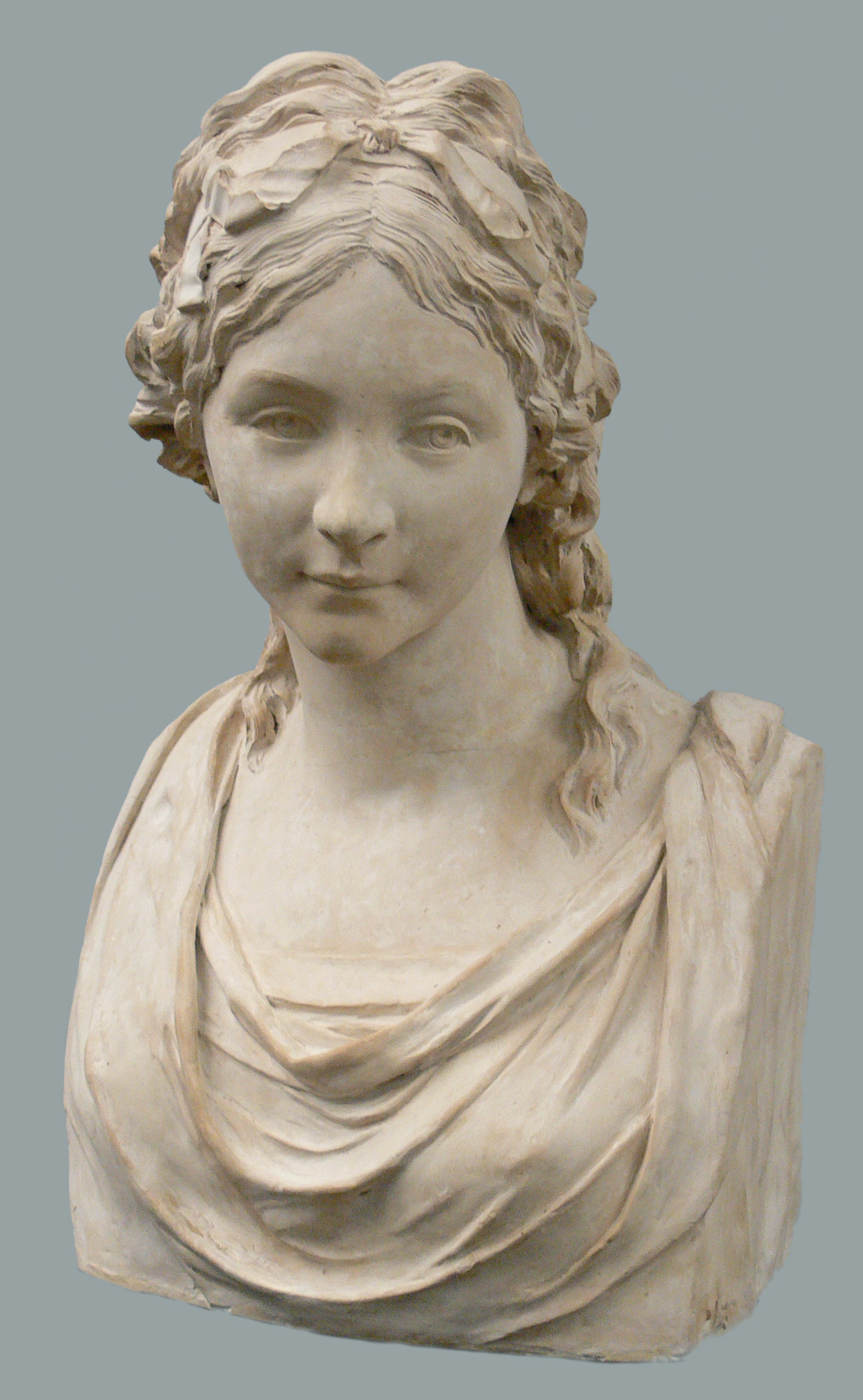
Frederica da Prússia
Por Johann Gottfried Schadow, 1795

Em 1798, Frederica ficou grávida. O pai era Frederico Guilherme de Solms-Braunfels, nascido em 1770. O príncipe reconheceu a paternidade da criança e pediu a mão de Frederica em casamento, algo que ela apenas aceitou para evitar um escândalo. No dia 10 de dezembro desse ano, os dois casaram-se em Berlim e mudaram-se para Ansbach. Em Fevereiro de 1799, Frederica deu à luz uma filha que apenas viveu por oito meses. Em 1805, o príncipe de Solms-Braunfels demitiu-se dos seus postos militares por razões de saúde e a família perdeu o seu rendimento. Frederica foi forçada a sustentá-los com os seus próprios recursos depois do seu cunhado, o rei Frederico Guilherme III da Prússia se ter recusado a restaurar a sua pensão anual como antiga princesa da Prússia. 

## Terceiro casamento
Em maio de 1813, durante uma visita ao seu tio Carlos II, Grão-Duque de Meclemburgo-Strelitz em Neustrelitz, o príncipe Ernesto Augusto, duque de Cumberland, o quinto filho do rei Jorge III, conheceu e apaixonou-se por Frederica. O duque Carlos deixou claro à sua filha que uma separação do príncipe de Solms-Braunfels era algo lógico e que via o casamento com um príncipe inglês como uma boa oportunidade para ela. Durante os meses que se seguiram, Frederica pensou nas intenções de Ernesto Augusto e nos possíveis efeitos que estas podiam ter na sua situação. Quando, após a vitória dos aliados na Batalha de Leipzig (1813), Ernesto Augusto passou alguns dias em Neustrelitz, foi recebido com entusiasmo. Frederica pediu autorização ao rei da Prússia para o seu divórcio do príncipe de Solms-Braunfels. Todos os lados aceitaram a decisão, incluindo o príncipe, cuja morte súbita no dia 13 de abril de 1814 foi vista por muitos como um pequeno conveniente. Alguns chegaram mesmo a suspeitar que Frederica tinha envenenado o marido. Em agosto desse ano, o noivado foi anunciado oficialmente. Depois de o parlamento britânico dar o seu consentimento para a união, Frederica e Ernesto Augusto casaram-se no dia 29 de maio de 1815 em Neustrelitz. Algum tempo depois o casal viajou até à Inglaterra onde se casou novamente no dia 29 de agosto de 1815 em Carlton House, Londres.
A rainha Carlota opôs-se ao casamento apesar de a noiva ser sua sobrinha. Recusou-se a estar presente na cerimónia e aconselhou o filho a viver longe de Inglaterra com a sua esposa. Frederica nunca conseguiu conquistar a sua sogra, que morreu em 1818. Do seu casamento com Ernesto Augusto teve mais três filhos, dos quais apenas um sobreviveu até à idade adulta e que se viria a tornar no rei Jorge V de Hanôver.

## Rainha de Hanôver

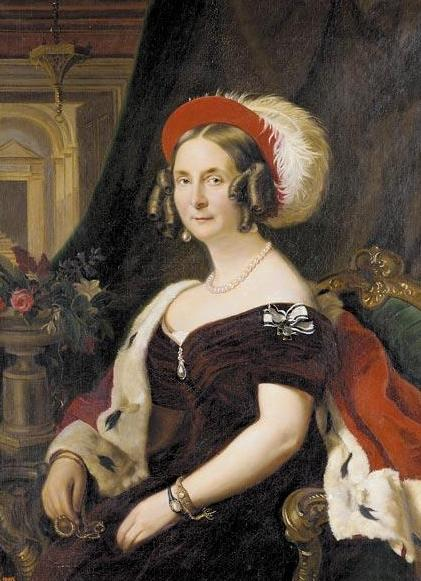
Frederica de Meclemburgo-Strelitz, rainha de Hamburgo
Por Franz Krüger, c. 1830

No dia 20 de junho de 1837, o rei Guilherme IV do Reino Unido e Hanôver morreu sem descendência. A sua herdeira era a rainha Vitória, a única filha do príncipe Eduardo, Duque de Kent e Strathearn. Uma vez que o Reino de Hanôver ainda se regia pela lei sálica que vinha dos tempos do Sacro Império Romano-Germânico, Vitória não pôde herdar o trono de Hanôver. O descendente masculino seguinte era o duque de Cumberland, o marido de Frederica, que se tornou no rei Ernesto Augusto I de Hanôver, e Frederica tornou-se rainha-consorte.
Após uma pequena doença, Frederica morreu em Hanôver em 1841.
[ligação inativa]

## Títulos, estilos, honras e brasões
- 3 de março de 1778 – 26 de dezembro de 1793: Sua Alteza Sereníssima, a Duquesa Frederica de Mecklemburgo-Strelitz
- 26 de dezembro de 1793 – 10 de dezembro de 1798: Sua Alteza Real, a Princesa Luís Carlos da Prússia
- 10 de dezembro de 1798 – 29 de agosto de  1815: Sua Alteza Sereníssima, a Princesa Frederico Guilherme de Solms-Braunfels
- 29 de agosto de 1815 – 29 de junho de 1841: Sua Alteza Real, a Duquesa de Cumberland e Teviotdale
- 20 de junho de 1837 – 29 de junho de 1841: Sua Majestade, a Rainha de Hanôver

## Descendência
| Nome                                                                            | Nascimento              | Morte                   | notas                                                                              |
| ------------------------------------------------------------------------------- | ----------------------- | ----------------------- | ---------------------------------------------------------------------------------- |
| Com Luís Carlos da Prússia (casou-se em 29 de dezembro de 1793)                 |                         |                         |                                                                                    |
| Frederico da Prússia                                                            | 30 de outubro de 1794   | 27 de julho de 1863     | Casou-se com Luísa de Anhalt-Bernburgo em 1817, com descendência;                  |
| Carlos da Prússia                                                               | 26 de setembro de 1795  | 06 de abril de 1798     |                                                                                    |
| Frederica Guilhermina da Prússia                                                | 30 de setembro de 1796  | 01 janeiro de 1850      | Casou com Leopoldo IV, Duque de Anhalt em 1818, com descendência;                  |
| Com Frederico Guilherme de Solms-Braunfels (casou-se em 10 de dezembro de 1798) |                         |                         |                                                                                    |
| Sofia de Solms-Braunfels                                                        | 27 de fevereiro de 1799 | 20 de outubro de 1799   |                                                                                    |
| Frederico de Solms-Braunfels                                                    | 11 de setembro de 1800  | 14 de setembro de 1800  |                                                                                    |
| Guilherme de Solms-Braunfels                                                    | 13 de dezembro de 1801  | 12 de setembro de 1868  | Caou-se com Maria Kinsky de Wchinitz e Tettau em 1831, com descendência;           |
| Augusta de Solms-Braunfels                                                      | 25 de julho de 1804     | 08 de outubro de 1865   | Caou-se com Alberto, Príncipe de Schwarzburg-Rudolstadt em 1827, com descendência; |
| Filha sem nome                                                                  | 1805                    | 1805                    | Natimorta                                                                          |
| Alexandre de Solms-Braunfels                                                    | 12 de março de 1807     | 20 de fevereiro de 1867 | Casou-se com Louise de Landsberg-Velen em 1863, com descendência;                  |
| Carlos de Solms-Braunfels                                                       | 27 de julho de 1812     | 13 de novembro de 1875  | Casou-se com Sofia de Löwenstein-Wertheim-Rosenberg em 1845, com descendência;     |
| Com Ernesto Augusto I de Hanôver (casou-se em 29 de maio de 1815)               |                         |                         |                                                                                    |
| Frederica de Cumberland                                                         | 27 de janeiro de 1817   | 27 de janeiro de 1817   | Natimortos                                                                         |
| Filha sem nome                                                                  | abril 1818              | abril 1818              | Natimortos                                                                         |
| Jorge V de Hanôver                                                              | 27 de maio de 1819      | 12 de junho de 1878     | Casou-se com Maria de Saxe-Altemburgo em 1843, com descendência.                   |

## Ancestrais
Precedido por
Adelaide de Saxe-Meiningen
Rainha Consorte de Hanôver
20 de junho de 1837 — 29 de junho de 1841
 Sucedido por
Maria de Saxe-Altemburgo